# لیوبوف دوبرژانسکایا
لیوبوف دوبرژانسکایا (روسی: Любо́вь Ива́новна Добржа́нская؛ ۲۴ دسامبر ۱۹۰۵ – ۳ نوامبر ۱۹۸۰) بازیگر، و خواننده اهل اتحاد جماهیر شوروی سوسیالیستی بود.
از فیلم‌ها یا برنامه‌های تلویزیونی که وی در آن نقش داشته‌است می‌توان به طنز سرنوشت اشاره کرد.
وی همچنین برندهٔ جوایزی همچون نشان لنین، جایزه هنرمند مردمی اتحاد جماهیر شوروی، هنرمند مردمی جمهوری شوروی فدراتیو سوسیالیستی روسیه، و نشان پرچم سرخ کار شده‌است.